# OK Boomer
OK, boomer es una expresión nacida de un meme de Internet, la cual ganó popularidad entre las generaciones más jóvenes a lo largo de 2019. Es utilizada para descartar o burlarse de las actitudes estereotipadas atribuidas a la generación baby boomer.

## Origen
La frase «OK, boomer» se popularizó como una reacción a un video de un hombre mayor no identificado, en el que declaró que «los mileniales y la Generación Z tienen el síndrome de Peter Pan, nunca quieren crecer; piensan que los ideales utópicos que tienen en su juventud se van a traducir de alguna manera en la edad adulta». El video inspiró la expresión como represalia y crítica contra los ideales de las generaciones pasadas que han moldeado la política, la economía y el medio ambiente con tanta fuerza. Se cree que el término se usó en abril de 2018, pero comenzó a hacerse popular a partir de enero de 2019. El término ganó popularidad en los medios a principios de noviembre de 2019 cuando se publicaron artículos sobre la frase.

## Uso
La frase es una réplica peyorativa utilizada para descartar o burlarse de las actitudes de mente estrecha, anticuadas, negativas o condescendientes de las personas mayores, en particular los baby boomers. El término se ha utilizado como una réplica para la resistencia percibida al cambio tecnológico, la negación del cambio climático, la marginación o exaltación de las minorías o la oposición a los ideales de las generaciones más jóvenes. En resumen, las personas a las que no les gusta aceptar críticas ni contrastar sus ideas; aunque actualmente hay una perspectiva de que muchos de estos grupos se han vuelto los nuevos conservadores, lo que ha generado una división entre los jóvenes de la Generación Z, por lo que dicha frase es frecuentemente usada por muchos jóvenes para terminar la discusión con el oponente radical.
Sus equivalente en América Latina son «cállese viejo lesbiano» y «siéntese señora».

## Registro de la frase en la web
El 19 de noviembre de 2019 se confirmó que Fox había adquirido el término para supuestamente realizar un programa de televisión. Posteriormente una persona adquirió el dominio www.okboomer.com y pidió cien mil dólares por él. Por el momento, nadie se interesó en comprar el dominio.